# André Vilas Boas
Pour l’article ayant un titre homophone, voir André Villas-Boas.
André Vilas Boas est un footballeur portugais né le 4 juin 1983 à Vila do Conde. Il évolue au poste de milieu de terrain à Rio Ave FC.

## Biographie
André Vilas Boas commence sa carrière professionnelle au Rio Ave, son club formateur.
De 2003 à 2005, il est prêté au FC Porto, où il joue principalement avec l'équipe réserve.
André Vilas Boas retourne ensuite au Rio Ave. Il reste jusqu'en 2010 dans ce club.
Il rejoint par la suite les rangs du CS Maritimo, club où il joue très peu.
À l'issue de la saison 2009-2010, André Vilas Boas possède à son actif un total de 63 matchs en 1re division portugaise.

## Carrière
- 2001-2010 : Rio Ave  Portugal
  - 2003-2005 : FC Porto (prêt)  Portugal
- 2005-2010 : Rio Ave  Portugal
- depuis 2010 : CS Maritimo  Portugal
  - depuis jan. 2011 : Portimonense SC (prêt)  Portugal [1],[2]

## Palmarès
- Champion du Portugal de D2 en 2003 avec le Rio Ave

## Statistiques
À l'issue de la saison 2009-2010
- 63 matchs et 0 but en 1re division portugaise
- 58 matchs et 1 but en 2e division portugaise